# Seredynki
Seredynki (ukr. Серединки) – wieś w rejonie tarnopolskim obwodu tarnopolskiego. W II Rzeczypospolitej miejscowość znajdowała się w powiecie tarnopolskim województwa tarnopolskiego. Liczy 590 mieszkańców.
Znajduje tu się przystanek kolejowy Seredynki, położony na linii Tarnopol – Stryj.

## Ludzie związani z miejscowością
Urodził się tu Roman Czesław Gallewicz (ur. 28 lutego 1898, zm. wiosną 1940 w Katyniu) – chorąży artylerii Wojska Polskiego, kawaler Krzyża Walecznych, ofiara zbrodni katyńskiej.